# Bahnhof Zwolle
Der Bahnhof Zwolle ist der größte Bahnhof der niederländischen Stadt Zwolle sowie der Provinz Overijssel. Der Bahnhof wurde 2024 täglich von 42.976 Personen genutzt und zählt damit zu den frequenzstärksten in den Niederlanden. Er ist zentraler Knotenpunkt im städtischen ÖPNV. Am Bahnhof verkehren nationale Regional- und Fernverkehrszüge. Alle Züge aus den nördlichen Provinzen Drenthe, Groningen und Fryslân, die in den südlichen und westlichen Teil der Niederlande verkehren, fahren über Zwolle.

## Geschichte
Der erste Bahnhof wurde am 6. Juni 1864 mit der Bahnstrecke Utrecht–Kampen eröffnet. 1866 wurde ein neuer Bahnhof an der Bahnstrecke Arnhem–Leeuwarden eröffnet.

## Zukunft
Als wichtigster Eisenbahnknoten im Nordosten der Niederlande soll Zwolle in der Zukunft eine moderne Bahnhofsumgebung erhalten, die als Zentrum zwischen dem Hanzeland im Westen und dem historischen Stadtkern im Osten fungieren soll. Während der Bahnhof täglich von rund 52.000 Reisenden frequentiert wird, soll die Zahl bis 2021 auf 60.000 Personen ansteigen. Am Busbahnhof soll ein neuer Perron angelegt werden, um den Umstieg vom Zug in den Stadt- oder Regionalbus zu erleichtern. Durch die neue Busbrücke profitiert der Bahnhof Zwolle von einer besseren Erreichbarkeit und schnelleren Verbindungen gen Norden und Westen. An der Hanzelaan und der Oosterlaan sollen neue Fahrradständer errichtet werden, während im Jahr 2020 eine unterirdische Fahrradstation unterhalb des Bahnhofsplatzes gebaut werden soll. Zudem soll der Bahnhofsplatz erneuert werden und via zwei neue Eingänge an den Gleisbereich angebunden werden. An der Südseite des Bahnhofes soll ein zusätzlicher Platz entstehen. Das Projekt wird in Kooperation der Gemeinde Zwolle, der Nederlandse Spoorwegen, von ProRail und der Provinz Overijssel durchgeführt.

## Streckenverbindungen
Im Jahresfahrplan 2022 bedienen folgende Linien den Bahnhof Zwolle:
| Zugtyp             | Linienverlauf | Frequenz                                                                                        |
| ------------------ | --- | ----------------------------------------------------------------------------------------------- |
| Intercity          | Rotterdam Centraal – Utrecht Centraal – Amersfoort Centraal – Zwolle – Groningen                                         | stündlich                                                                                       |
| Intercity          | Leeuwarden – Meppel – Zwolle – Amersfoort Centraal – Utrecht Centraal – Rotterdam Centraal                               | stündlich                                                                                       |
| Intercity          | Den Haag Centraal – Schiphol Airport – Amsterdam Zuid – Almere Centrum – Lelystad Centrum – Zwolle – Groningen           | stündlich                                                                                       |
| Intercity          | Den Haag Centraal – Schiphol Airport – Amsterdam Zuid – Almere Centrum – Lelystad Centrum – Zwolle – Meppel – Leeuwarden | stündlich                                                                                       |
| Intercity          | Roosendaal – Breda – Tilburg – ’s-Hertogenbosch – Nijmegen – Arnhem Centraal – Zutphen – Deventer – Zwolle               | halbstündlich                                                                                   |
| Intercity          | Groningen – Assen – Zwolle – Lelystad Centrum – Almere Centrum – Amsterdam Centraal                                      | freitag- und samstagnachts ein Zugpaar in Richtung Amsterdam                                    |
| Intercity (Keolis) | Zwolle – Almelo – Hengelo – Enschede                                                                                     | stündlich (Blauwnet; fährt nur an Werktagen und nur tagsüber)                                   |
| Sneltrein (Arriva) | Zwolle – Emmen | stündlich (Blauwnet)                                                                            |
| Sneltrein (Arriva) | Zwolle – Emmen | stündlich (Blauwnet; fährt nur in der HVZ)                                                      |
| Sprinter           | Utrecht Centraal – Amersfoort Centraal – Zwolle                                                                          | halbstündlich                                                                                   |
| Sprinter           | Zwolle – Meppel – Assen – Groningen                                                                                      | halbstündlich                                                                                   |
| Sprinter           | Leeuwarden – Meppel – Zwolle                                                                                             | halbstündlich (fährt abends und am Wochenende stündlich und nur zwischen Leeuwarden und Meppel) |
| Sprinter           | Amsterdam Centraal – Weesp – Almere Centrum – Lelystad Centrum – Zwolle                                                  | halbstündlich                                                                                   |
| Sprinter (Keolis)  | Zwolle – Almelo – Hengelo – Enschede                                                                                     | halbstündlich (Blauwnet)                                                                        |
| Sprinter (Keolis)  | Zwolle – Kampen | halbstündlich (Blauwnet)                                                                        |
| Stoptrein (Arriva) | Zwolle – Mariënberg – Emmen                                                                                              | stündlich (Blauwnet)                                                                            |